# Nico Naldini

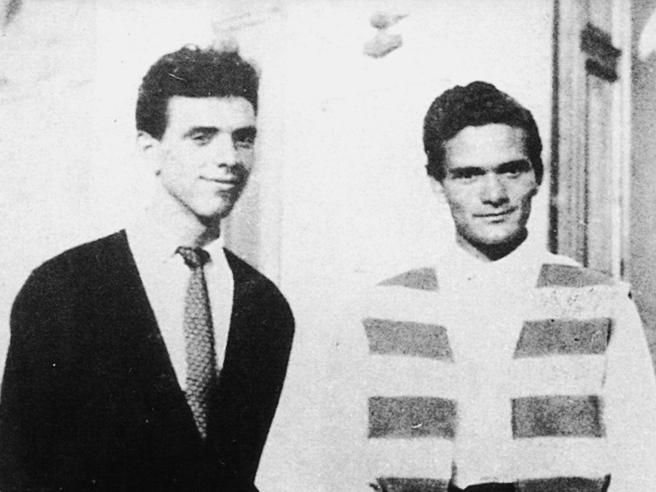
Nico Naldini (izquierda) y su primo Pier Paolo Pasolini en 1945)

Domenico Naldini (Casarsa della Delizia, Pordenone, 1 de marzo de 1929 – Treviso, 9 de septiembre de 2020), más conocido por el hipocorístico Nico Naldini, fue un novelista, poeta, profesor, ensayista, biógrafo y director de cine itaniano. Compuso poemas en lengua friulana, véneta e italiana y escribió las biografías de importantes poetas y escritores italianos como Giacomo Leopardi, Pier Paolo Pasolini, Giovanni Comisso, Filippo de Pisis o Goffredo Parise. De alguno de ellos hizo también ediciones de sus obras literarias o de su correspondencia.

## Familia
Hijo de Antonio Naldini y de Enrichetta Colussi. Su madre era hermana de Susanna Colussi, madre de Pier Paolo Pasolini, por lo que Naldini y Pasolini fueron primos y tuvieron una relación estrecha en lo personal y también en lo profesional, tanto en el campo editorial como en el cinematográfico. Su padre era piloto de coches de carreras y enfermó precozmente, con solo 21 años, de Parkinson.

## Carrera literaria y editorial
Fue su primo Pasolini quien le orientó en sus primeras lecturas (entre las que figuraron las obras de Rilke y Joyce) y alentó su vocación literaria. El propio Pasolini fue el que, 1948, propició que Naldini publicara su primer libro de poemas en friulano: Seris par un frut, editado por la Academiuta di Lenga Furlana. En 1949 publicó otro libro de poemas, Un vento smarrito e gentile (editorial Scheiwiller), que incluía textos en friulano, véneto e italiano. 
A partir de la década de 1980 realiza numerosos trabajos editoriales. En 1980 Luigi Granetto le encargó, junto a Andrea Zanzotto, la edición del volumen Poesie e pagine ritrovate de Pier Paolo Pasolini, publicado en la editorial Lato Side. En esta obra se incluía el diario juvenil de Pasolini titulado Pagine involontarie (1946-1947). En 1982 publicó sus trabajos literarios La vita e le lettere di Giacomo Leopardi y Veneto felice di Giovanni Comisso. En 1984 publicó un ensayo sobre los años friulanos de Pasolini titulado Nei campi del Friuli (la giovinezza di Pasolini), obra que incluía una conversación con Andrea Zanzotto y con el que ganó el Premio Nonino de 1985. Al año siguiente, quedó finalista del Premio Strega por otro ensayo biográfico de un poeta contemporáneo; en este caso, la Vita di Giovanni Comisso (Einaudi, 1985). 
En 1988 publicó el poemario La curva di San Floreano. El título alude al pequeño pueblo de San Floreano, cercano a su pueblo natal de Casarsa. San Floreano está situado en la doble curva de una carretera, y de niño Naldini pasaba por él a menudo en bicicleta, sobre todo los domingos, pues después de este pueblo llegaba una carretera rectilínea, flanqueada por árboles, que llevaba a Gleris, Ramuscello, Morsano, Malafiesta, al río Tagliamento y, finalmente, al mar.
En 1989 publicó una biografía de Pasolini titulada Pasolini, una vita (Einaudi), que revisó y amplió con documentos inéditos en una edición publicada en 2014 (Tamellini). En 1990 dedicó otro estudio biográfico a Filippo de Pisis, titulado De Pisis, vita solitaria di un poeta pittore y en 1992 publicó una biografía del escritor Goffredo Parise, Il solo fratello, ritratto di Goffredo Parise (Archinto).
En 1995 publicó la novela autobiográfica Il treno del buon appetito y en 1997 abundó en esta línea con el libro Meglio gli antichi castighi, en este caso escrito en verso. Otros libros de poemas de inspiración autobiográfica son Occasionalmente altro (Manni, 1999), Houssem e le lucciole (Prova d'Autore, 2002), Piccolo romanzo magrebino (Manni, 2002) o I confini del paradiso (L'ancora del Mediterraneo, 2006). En los poemas de la etapa final de Naldini abundan las recreaciones homoeróticas al estilo de Cavafis, ambientadas en escenarios norteafricanos, zona que Naldini conocía bien porque fue profesor en Túnez, país que visitó regularmente y donde pasó largas temporadas.
En el 2000 publicó Mio cugino Pasolini (Bietti) y años después insistió en el mismo asunto en Come non ci si difende dai ricordi (2005), obra de carácter autobiográfico, centrada en su relación con su primo Pier Paolo Pasolini.

## Cine
Colaboró con Pasolini en todas sus películas. Naldini dirigió en 1973 la película documental Fascista, en la que usó imágenes del Instituto Luce, órgano de propaganda del régimen fascista italiano. La película narra el ascenso al poder de Benito Mussolini y su vínculo con el Tercer Reich. Fue una película muy polémica.
Naldini también tiene un papel protagonista en el documental In un futuro aprile (2020), dirigido por Francesco Costabile y Federico Savonitto, en el que Naldini cuenta los años juveniles den el Friuli de su primo Pasolini.

## Docencia
Naldini fue lector y profesor en la Universidad de Trento y profesor de Literatura italiana en la Universidad de Túnez. Desde 1989 fue también presidente de la Universidad Popular de Breda di Piave.

## Otras actividades
Con motivo del vigésimo aniversario de la muerte de Pier Paolo Pasolini, en 1995 Naldini se encargó de comisariar y coordinar los actos conmemorativos, que incluyeron exposiciones, debates y publicaciones. Los actos más importantes se desarrollaron en la Villa Manin de Passariano (en el municipio de Codroipo, Friul-Venecia Julia).

## Vida personal
Nunca ocultó su homosexualidad y el homoerotismo está muy presente en su obra literaria, especialmente en la poética. El crítico Luca Baldoni ha subrayado el carácter idealizado de esta exaltación del deseo sexual, alejado a las reivindicaciones políticas de los grupos activistas por los derechos de los homosexuales, movimiento con e que polemizaba, ya que Naldini manifestó su oposición a las cabalgatas festivas del Día del Orgullo e incluso al matrimonio igualitario.

## Obras literarias

### Poesía
- Seris par un frut. Editor: Pier Paolo Pasolini. Casarsa, Academiuta di lenga furlana, 1948.
- Un vento smarrito e gentile. Liriche friulane. Milán, Scheiwiller, 1958.
- La curva di San Floreano. Turín: Einaudi, 1988.
- Meglio gli antichi castighi. Parma: Guanda, 1997.
- Occasionalmente altro. Lecce: Manni Editore, 1999.
- Piccolo romanzo magrebino. Lecce: Manni, 2002.
- Houssem e le lucciole. Catania: Prova d'Autore, 2002.
- I confini del paradiso. Nápoles: L'ancora del Mediterraneo, 2006.

### Narrativa
- Il treno del buon appetito. Parma, Guanda, 1995.

### Biografías y ensayos
- Nei campi del Friuli. La giovinezza di Pasolini e una conversazione di Andrea Zanzotto, Milán, Scheiwiller, 1984. Premio Nonino, 1985.
- Vita di Giovanni Comisso Turín: Einaudi, 1985. Finalista del Premio Strega.
- De Pisis, vita solitaria di un poeta pittore. Turín: Einaudi, 1990.
- Pasolini, una vita. Turín: Einaudi, 1989. Edición revisada y ampliada con documentos inéditos: Verona, Tamellini, 2014.
- Il solo fratello, ritratto di Goffredo Parise. Milán: Archinto, 1989.
- Come non ci si difende dai ricordi. Nápoles: Cargo, 2005.

### Editor literario de obras ajenas
- Giacomo Leopardi. La vita e le lettere, coeditor junto a F. Bandini. Milán: Garzanti, 1983.
- Pier Paolo Pasolini, Lettere 1955-1975, colección La Biblioteca dell'Orsa. Turín: Einaudi, 1988.
- Giovanni Comisso. Opere, coeditor con R. Damiani, colección I Meridiani. Milán: Mondadori, 2002.